# Sensitometria

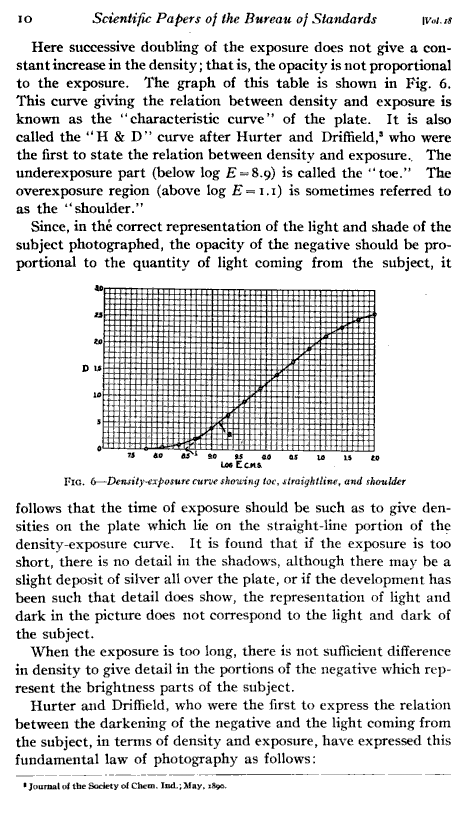
Un esempio di curva caratteristica di una emulsione. Immagine tratta da Raymond Davis, Jr. e F. M. Walters, Jr., Sensitometry of Photographic Emulsions and a Survey of the Characteristics of Plates and Films of American Manufacture, «Scientific Papers of the Bureau of Standards», No. 439, 1922

La sensitometria è lo studio scientifico della risposta alla luce dei materiali fotosensibili, e in particolare delle pellicole fotografiche, allo scopo di determinare l'esposizione ideale per fotografare un dato soggetto mantenendo dettaglio in tutte le zone di interesse dell'immagine. La disciplina fu fondata negli anni 1870 da Ferdinand Hurter e Vero Charles Driffield, che studiarono in particolare la risposta delle emulsioni in bianco e nero. Hurter e Driffield studiarono la relazione matematica fra la quantità di luce ricevuta da un'emulsione e la densità dell'argento nell'emulsione impressionata.
Hurter e Driffield trovarono che l'andamento della densità rispetto alla quantità di luce ricevuta aveva, per tutte le emulsioni, un andamento simile a una S inclinata, che definirono curva caratteristica di una emulsione; tale curva viene oggi chiamata anche curva di Hurter–Driffield, curva H–D, curva HD, curva H & D, curva D–logE, o curva D–logH. La curva caratteristica mostra che su livelli intermedi di luminosità, la risposta delle emulsioni è approssimativamente lineare (ovvero si avvicina a una linea retta inclinata di 45 gradi); la pendenza di questa linea viene chiamata gamma. Agli estremi sinistro e destro la pendenza si riduce, cosa che indica che la risposta dell'emulsione alla luce cessa di essere proporzionale e lineare (variazioni di quantità di luce incidono in misura minore sulla variazione di densità, risultando in un inferiore contrasto e in una minore capacità di conservare i dettagli dell'immagine. L'estremo destro della curva viene tecnicamente chiamata "spalla". 
I risultati degli studi di Hurter e Driffield ebbero una grande influenza sullo sviluppo della fotografia, fornendo le basi concettuali per controllare l'esposizione fotografica in modo tale da posizionare le zone di maggiore interesse della fotografia in corrispondenza di sezioni della curva caratteristica sufficientemente ripide da conservare contrasto e dettaglio. In particolare, il sistema zonale sviluppato da Ansel Adams è direttamente derivato dalla sensitometria.